# 태양계 모형

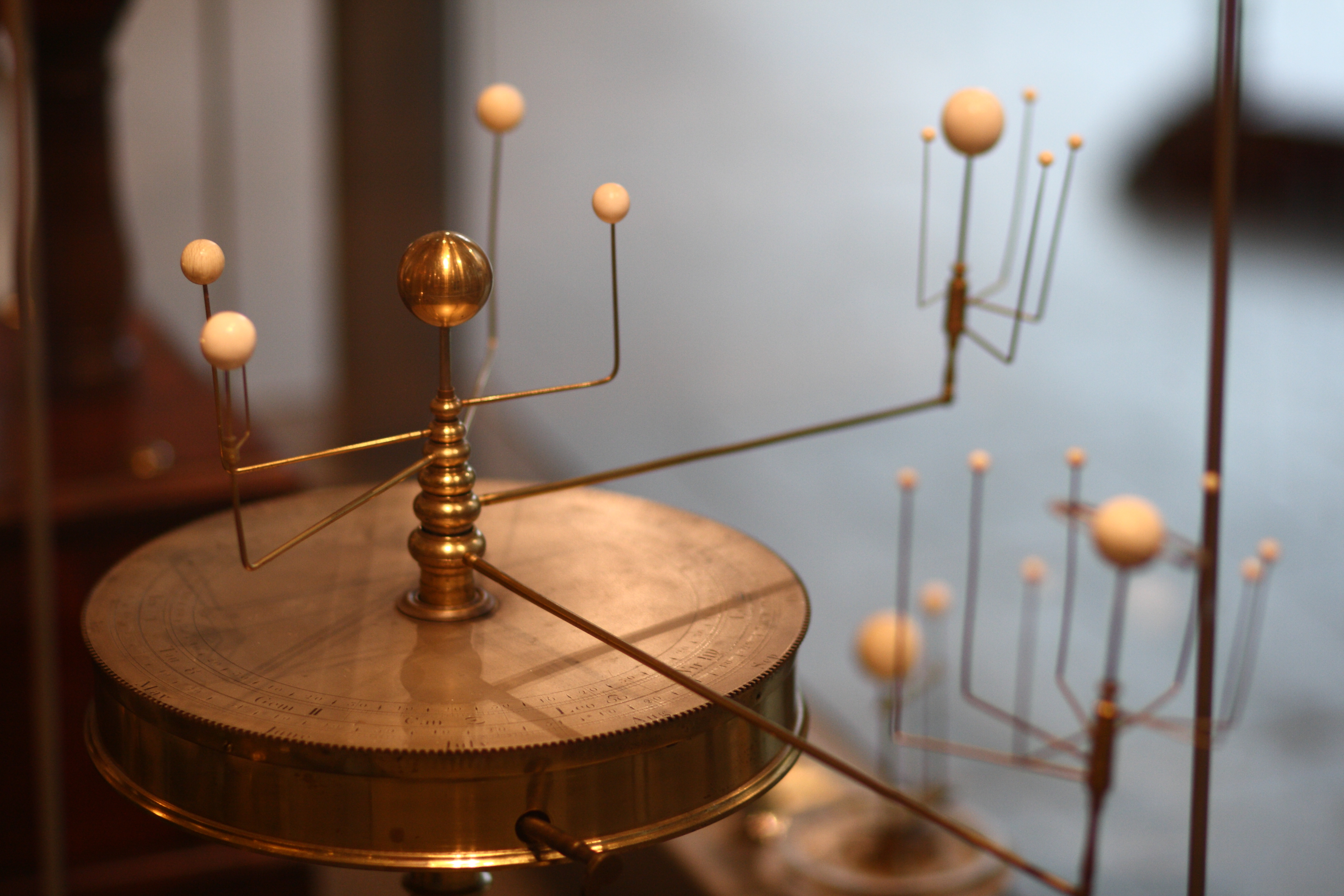

태양계 구조 또는 태양계 모델, 특히 태양계 행성과 위성의 상대적인 위치와 움직임을 보여주는 오레리(Orreries)라고 불리는 기계학적 모델이 수세기 동안 제작되었다. 상대적인 크기를 나타내는 경우가 많았지만 일반적으로 이러한 모델은 규모에 맞게 제작되지 않았다. 행성 직경에 대한 행성 간 거리의 엄청난 비율로 인해 태양계의 축소 모델을 구성하는 것은 어려운 작업이다. 난이도의 한 예로, 지구와 태양 사이의 거리는 지구 지름의 거의 12,000배에 이른다.
작은 행성을 육안으로 쉽게 볼 수 있으려면 일반적으로 넓은 야외 공간이 필요하며, 멀리서 보면 눈에 띄지 않는 물체를 강조하기 위한 수단도 필요하다. 과학박물관 (보스턴)은 주요 공공 건물에 행성의 청동 모형을 배치했는데, 모두 해석 라벨이 붙은 비슷한 스탠드에 놓여 있었다. 예를 들어, 목성 모형은 동굴 같은 남쪽 역 대기실에 위치해 있었다. 적절하게 크기가 조정된 농구공 크기의 모델은 박물관에 있는 태양 모델에서 2.14km(1.3마일) 떨어져 있으며 태양계의 광대한 빈 공간을 그래픽으로 보여준다.
이렇게 큰 모형의 물체는 움직이지 않는다. 전통적인 오레리는 종종 움직이며 일부는 시계 장치를 사용하여 물체의 상대 속도를 정확하게 표시했다. 이는 거리가 아닌 시간에 따라 올바르게 조정된 것으로 생각할 수 있다.